# Čengić
za priimek glej Čengić (priimek)
Čengić je naselje v občini Bijeljina, Bosna in Hercegovina. 

## Deli naselja
Čengić, Doknići, Donja Mala, Jelići, Jugovići, Krčavine, Lučići, Mršići, Nastići, Rajeta, Studenac in Tomići.

## Prebivalstvo
| Pregled števila prebivalcev po letih | Pregled števila prebivalcev po letih | Pregled števila prebivalcev po letih | Pregled števila prebivalcev po letih | Pregled števila prebivalcev po letih | Pregled števila prebivalcev po letih |
| ------------------------------------ | ------------------------------------ | ------------------------------------ | ------------------------------------ | ------------------------------------ | ------------------------------------ |
| 1948                                 | 1953                                 | 1961                                 | 1971                                 | 1981                                 | 1991                                 |
| -                                    | -                                    | -                                    | 1.362                                | 1.336                                | 1.284                                |

| Narodna sestava prebivalstva po letih                                                                                          | Narodna sestava prebivalstva po letih                                                                                           | Narodna sestava prebivalstva po letih                                                                                          |
| --- | --- | --- |
| 1971 | 1981 | 1991 |
| . skupaj: 1.362 Srbi 1.352 (99,26 %) Hrvati 0 (0,00 %) Muslimani 0 (0,00 %) Jugoslovani 3 (0,22 %) drugi in neznano 7 (0,51 %) | . skupaj: 1.336 Srbi 1.292 (96,70 %) Muslimani 4 (0,29 %) Hrvati 0 (0,00 %) Jugoslovani 34 (2,54 %) drugi in neznano 6 (0,44 %) | . skupaj: 1.284 Srbi 1.276 (99,37 %) Hrvati 0 (0,00 %) Muslimani 0 (0,00 %) Jugoslovani 1 (0,07 %) drugi in neznano 7 (0,54 %) |